# Discografia di Kasia Cerekwicka
Questa pagina contiene la discografia della cantante pop, R&B e soul polacca Kasia Cerekwicka, vincitrice dell'edizione del 1997 del talent show polacco Szansę na sukces.

## Album
| Anno | Dettagli                                                      | Posizione massima | Vendite                 |
| Anno | Dettagli                                                      | PL                | Vendite                 |
| ---- | ------------------------------------------------------------- | ----------------- | ----------------------- |
| 2004 | Mozaika - Pubblicato: 30 ottobre 2000 - Etichetta: Sony BMG   | 33                | - Polonia: 5 000 copie  |
| 2006 | Feniks - Pubblicato: 20 febbraio 2006 - Etichetta: Sony BMG   | 7                 | - Polonia: 30 000 copie |
| 2007 | Pokój 203 - Pubblicato: 1º ottobre 2007 - Etichetta: Sony BMG | 6                 | - Polonia: 26 000 copie |
| 2010 | Fe-Male - Pubblicato: 31 maggio 2010 - Etichetta: Sony BMG    | 11                |                         |

## Singoli
| Anno | Singolo                         | Posizione massima | Posizione massima | Album     |
| Anno | Singolo                         | PL                | EUR               | Album     |
| ---- | ------------------------------- | ----------------- | ----------------- | --------- |
| 2000 | "Kobieta jest jak księżyc"      | —                 | —                 | Mozaika   |
| 2000 | "Gdzie jesteś?"                 | —                 | —                 | Mozaika   |
| 2006 | "Na kolana"                     | 3                 | 59                | Feniks    |
| 2006 | "Ostatnia szansa"               | 1                 | 86                | Feniks    |
| 2006 | "Potrafię kochać"               | 3                 | 59                | Feniks    |
| 2007 | "S.O.S."                        | 6                 | 85                | Pokój 203 |
| 2007 | "Zostań"                        | 9                 | 105               | Pokój 203 |
| 2007 | "Przyjaciółka"                  | 49                | —                 | Pokój 203 |
| 2008 | "Dylemat"                       | 67                | —                 | Pokój 203 |
| 2008 | "Nie ma nic"                    | 44                | —                 | Pokój 203 |
| 2008 | "Żyj intensywnie"               | 35                | —                 | Pokój 203 |
| 2010 | "Wszystko czego chcę od Ciebie" | 10                | 136               | Fe-Male   |
| 2010 | "Książę"                        | —                 | —                 | Fe-Male   |